# Prismognathus tokui
Prismognathus tokui is een keversoort uit de familie vliegende herten (Lucanidae). De wetenschappelijke naam van de soort is voor het eerst geldig gepubliceerd in 1975 door Kurosawa.